# Nicola Simone (Diplomat)
Nicola Simone (* 10. Januar 1898 in Messina) war ein italienischer Diplomat.
Er war der Sohn von Vincenza Cernuti und Francesco einem Exportkaufmann.

## Leben
Im Ersten Weltkrieg wurde Simone beim Corpo Aeronautico Militare eingesetzt, er verließ die Streitkräfte als Hauptmann der Bersaglieri der Reserve.
1941 heiratete er Ines Modolo Dal Cin.
Ausbildung: Dr. Rer. Wirtschaft. & Handel.
Karriere: Eintritt in den konsularischen Dienst und Ernennung zum amtierenden Konsul in S. Francisco (Kalifornien) im Mai 1927; Vizekonsul, New York;
Am 12. Dezember 1928 wurde er Vizekonsul für Essex, Hudson, Morris, Union und Warren.
Von 1934 bis 1936 war er Konsul in Marseille.
1939 wurde er Konsul in Mendoza.
Von 1942 bis 1944 war er Gesandtschaftssekretär erster Klasse in Buenos Aires.
Von 1950 bis 1953 war er Generalkonsul in Sydney.
Von 1955 bis 1960 war er Botschafter in Tegucigalpa.
Von 12. September 1961 bis 13. Mai 1964 war er Botschafter in Asunción.